# Филимонов, Иван Васильевич
Иван Васильевич Филимонов (7 сентября 1920, Большая Уваровка, Тульская губерния — 21 ноября 2000, Электросталь, Московская область) — советский военнослужащий, участник Великой Отечественной войны, полный кавалер ордена Славы, командир отделения 35-го отдельного гвардейского сапёрного батальона, гвардии сержант — на момент представления к награждению орденом Славы 1-й степени.

## Биография
Родился 7 сентября 1920 года в деревне Большая Уваровка (ныне — в Венёвском районе Тульской области). Член ВКП/КПСС с 1944 года. С 1933 года жил в Москве. Окончил 9 классов, фабрично-заводское училище. Работал слесарем на автомобильном заводе имени Лихачёва, затем на авиационном заводе.
В Красной Армии с декабря 1942 года. В боях Великой Отечественной войны с мая 1943 года.
Командир отделения 35-го отдельного гвардейского сапёрного батальона гвардии красноармеец Филимонов 2 февраля 1944 года в составе группы разведчиков участвовал в выполнении задания по определению огневой и инженерной систем обороны противника у деревень Симовщина и Топорино. В тяжёлых условиях, когда противник вёл пулемётный и миномётный обстрел передовых позиций наших войск, Филимонов проделал проходы в минных полях и проволочных заграждениях, снял 48 противотанковых мин. Был ранен, но продолжал выполнять боевую задачу.
Приказом командира 31-й гвардейской стрелковой дивизии от 9 февраля 1944 года за мужество, проявленное в боях с врагом, гвардии красноармеец Филимонов награждён орденом Славы 3-й степени.
Гвардии сержант того же батальона, дивизии и армии Филимонов в ночь на 23 июня 1944 года при подготовке к наступлению, командуя группой бойцов, у посёлка Центральный Витебской области проделал проходы в своих минных полях, а затем в проволочных заграждениях противника, а также обезвредил 15 противопехотных мин, чем способствовал продвижению стрелковых подразделений.
Приказом по 11-й гвардейской армии от 16 июля 1944 года гвардии сержант Филимонов награждён орденом Славы 2-й степени.
В ночь на 16 октября 1944 года Филимонов, действуя в 8 километрах южнее города Вилкавишкис в составе группы, под огнём проделал коридор в проволочных заграждениях и снял 12 противотанковых мин. Видя, что соседняя группа разграждения погибла, со своими бойцами проделал второй коридор, где обезвредил 10 противопехотных мин. Во время проведения артиллерийской подготовки Филимонов провёл через проходы стрелковые подразделения, чем содействовал успешному выполнению боевой задачи.
Указом Президиума Верховного Совета СССР от 24 марта 1945 года за мужество, отвагу и героизм, гвардии сержант Филимонов Иван Васильевич награждён орденом Славы 1-й степени.
5 января 1945 года в бою у города Гумбиннен И. В. Филимонов был тяжело контужен и в дальнейших боевых действиях не участвовал. После войны продолжал службу в армии. Закончил танковое училище. В 1971 году подполковник Филимонов уволен в запас. Жил в городе Электросталь Московской области.
Кроме ордена Славы был награждён орденами Отечественной войны 1-й степени, Красной Звезды, медалями.
Скончался 21 ноября 2000 года. Похоронен на Новом кладбище (10 уч.).

## Семья
Жена — Филимонова Анна Александровна (03.07.1925 — 13.06.2002)
- дочь Светлана (03.11.1948 — 25.06.2009)

## Память

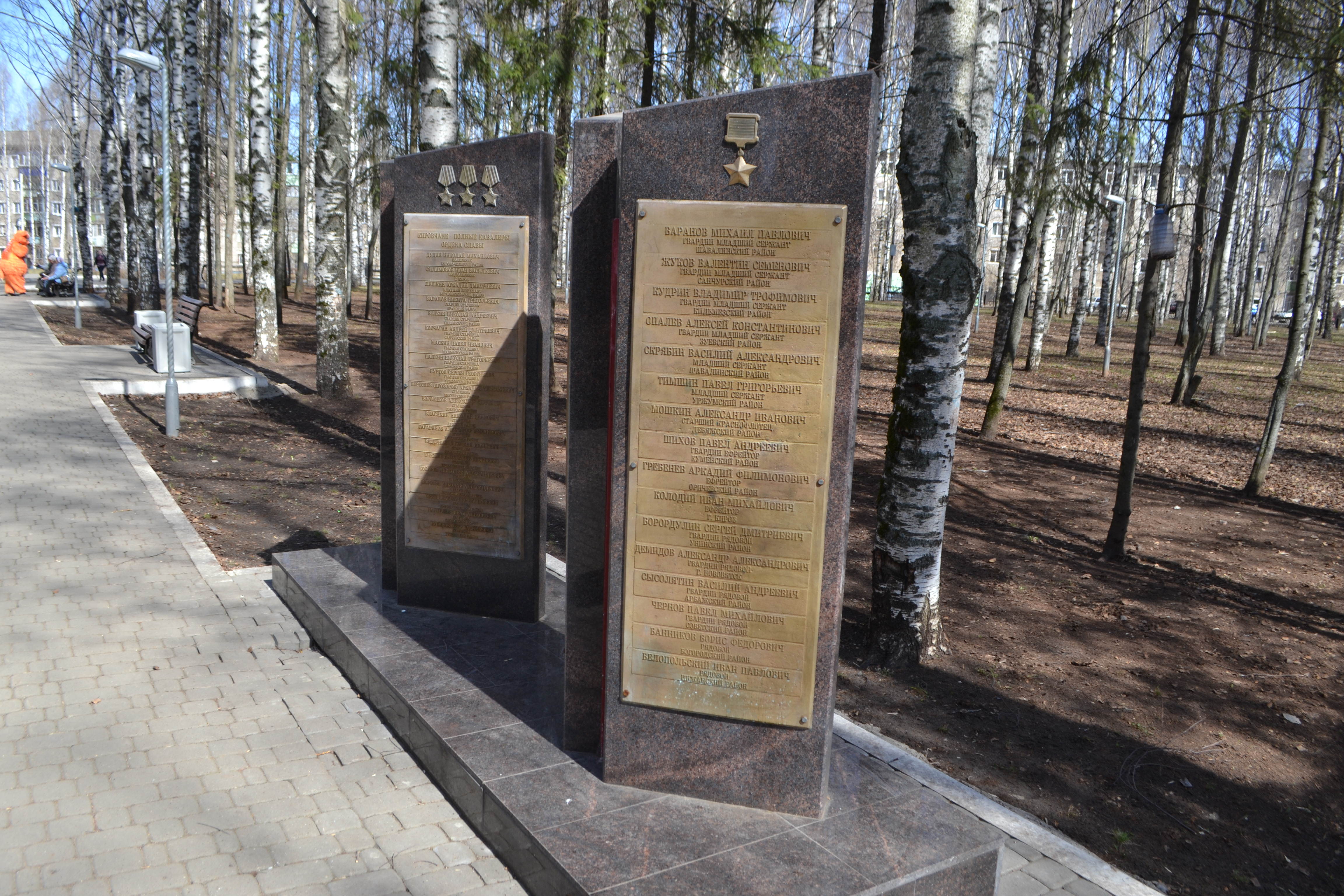
Имя Героя выбито на гранитной стеле на Аллее Славы в парке Победы города Кирова 2019.

- Имя Героя выбито на гранитной стеле на Аллее Славы в парке Победы города Кирова 2019.
- В 2002 году на доме, где проживал Филимонов (проспект Южный, дом 1, корпус 1), в торжественной обстановке была установлена мемориальная доска.